# عثمان عزيز
عثمان عزيز (بالملايوية: Othman bin Aziz)‏ هو سياسي ماليزي، ولد في 15 مايو 1959 في ألور ستار في ماليزيا. حزبياً، نشط في المنظمة الوطنية الملاوية المتحدة. وقد انتخب عضو ديوان الرعية ‏.